# Иринарх (ректор Нижегородской духовной семинарии)
Иринарх (1748—1821) — архимандрит Русской православной церкви; ректор Нижегородской духовной семинарии.

## Биография
О его мирской жизни сведений почти не сохранилось, известно лишь, что он родился в 1748 году и происходил из духовного звания. По получении необходимого духовного образования был приходским священником; овдовев, постригся в 1798 году в монахи и был назначен синодальным ризничим. 

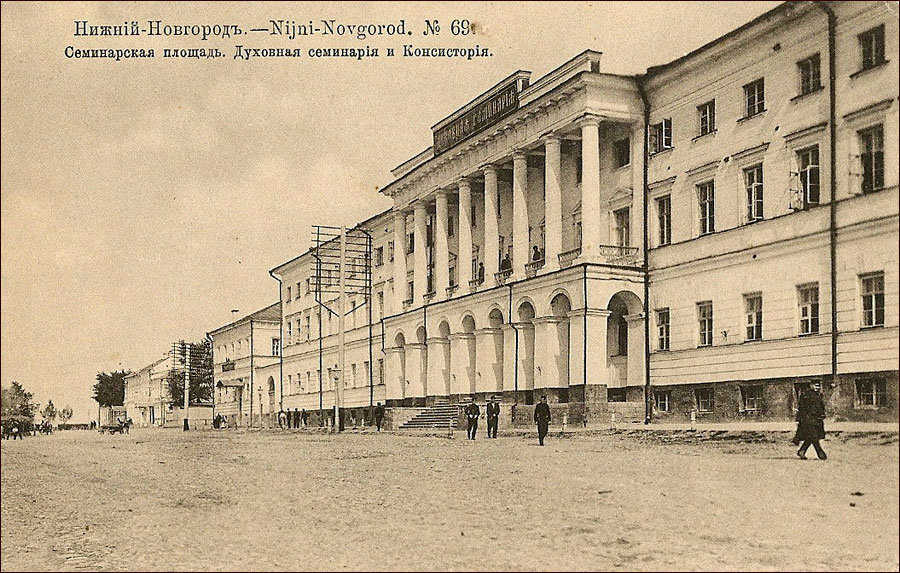
Нижегородская семинария

В 1800 году отец Иринарх был произведён в архимандрита Московского Златоустова монастыря, затем был переведен в Богоявленский монастырь Москвы, а с 1806 года состоял архимандритом Нижегородского Печерского монастыря и ректором Нижегородской духовной семинарии. 
В 1808 году Иринарх получил почётное приглашение на чреду священнослужения в столицу Российской империи город Санкт-Петербург; он пользовался большою известностью, как красноречивый проповедник.
Две его проповеди — в день рождения императрицы Марии Фёдоровны (14(25) октября 1808 года) и при погребении нижегородского архиерея Вениамина Краснопевкова-Румовского (25 марта 1811 года) в свое время были изданы Священным Синодом.
Архимандрит Иринарх скончался 5(17) июля 1821 года.